# Distretto di Savanne
Savanne è uno dei nove distretti di Mauritius. Il capoluogo è Souillac. Secondo i dati del 2015, il distretto ha una popolazione di 68 585 abitanti su una superficie di 244,8 km².